# Partido Ágora
El Partido Ágora (con las siglas ÁGORA) es un partido político español de ámbito nacional inscrito en el Registro de Partidos Políticos del Ministerio del Interior desde el 20 de noviembre de 2015. Según su página web, el partido se define ideológicamente como digitalista, aspirando a establecer una democracia digital “en el marco de una economía solidaria de mercado”.

## Historia
ÁGORA nació el 20 de noviembre de 2015, inscribiéndose el 24 de febrero de 2016 en el Consejo Territorial de Participación Ciudadana de Cruz de Humilladero (Málaga).
En septiembre de 2016 defendió en el pleno de la ciudad una moción presentada por Izquierda Unida y Málaga Ahora para regular los clubes cannábicos en Málaga. En julio de 2018 convocaron una concentración contra el derribo de la pensión conocida como La Mundial en la capital malagueña, y un mes después denunció la falta de seguridad en el barrio de San Rafael ante el Área de Seguridad Ciudadana. En diciembre del mismo año se presentó por primera vez a unas elecciones autonómicas en Andalucía, en la coalición Conecta Andalucía, obteniendo 453 votos y el 0,07% de los mismos en la provincia de Málaga.
Posteriormente, en mayo de 2019 se presentó a las elecciones municipales de Málaga capital  en la coalición Cambiar Málaga, obteniendo 1349 votos y el 0,57% en la ciudad, siendo el primero tras los partidos más conocidos.
El 17 de noviembre de 2019, la candidata Patricia de Caso Estébanez resulta elegida alcaldesa pedánea de Riego del Monte.

## Resultados electorales
| Elecciones                        | Votos | Porcentaje | Escaños                                                              |
| --------------------------------- | ----- | ---------- | -------------------------------------------------------------------- |
| Parlamento de Andalucía 2018      | 453   | 0,01%      | 0/109 (dentro de la coalición Conecta Andalucía)                     |
| Elecciones municipales 2019       | 1349  | 0,57%      | 0/31 (en la ciudad de Málaga, dentro de la coalición Cambiar Málaga) |
| Elecciones locales parciales 2019 | 6     | 40%        | 1/1 (en Riego del Monte)                                             |